# Luciano Favero
Luciano Favero (Santa Maria di Sala, 11 oktober 1957) is een voormalig Italiaans voetballer, die speelde als verdediger. Hij beleefde zijn grootste successen als speler van Juventus, waar hij van 1984 tot 1989 op de loonlijst stond. 

## Erelijst
Juventus
- Serie A

1985-1986
- Europacup I

1984-1985
- Super Cup

1984
- Wereldbeker

1985